# Mamadou Koné
Mamadou Koné (Bingerville, Costa de Marfil, 25 de diciembre de 1991), más conocido como Koné, es un futbolista marfileño. Juega como delantero y su equipo es el K. M. S. K. Deinze de la Segunda División de Bélgica.

## Trayectoria
Debutó en Primera División con el Racing de Santander el 15 de octubre de 2011 en el Camp Nou, en una derrota frente al Fútbol Club Barcelona. Pese a su escasa experiencia en el fútbol profesional, se ganó la confianza de Héctor Cúper convirtiéndose en el delantero titular durante algunas jornadas de la temporada 2011-12, situación que no continuó con la destitución del entrenador.
Marcó su primer gol el 22 de septiembre de 2012 frente al Club Deportivo Mirandés en el Estadio Municipal de Anduva, dándole el triunfo a su equipo. En la temporada 2013-14, el jugador marfileño fue el puntal que llevó al Racing de Santander al ascenso a Segunda División después de marcar 21 goles, su mayor registro en una temporada. 
En noviembre de 2014 se lesionó el ligamento cruzado anterior de la rodilla derecha y el 14 de febrero de 2015 se le diagnostica una rotura del ligamento cruzado de la misma rodilla que lo mantiene fuera durante toda la temporada. Tras el descenso del Racing a la Segunda División B, se negó a jugar otra vez en dicha categoría, por lo que pide la salida del equipo tras varios meses lesionado.
El Real Oviedo le ofrece una buena oferta económica siendo cedido al club azul para la temporada 2015-16, con opción de compra para la siguiente. Tras una temporada en la que Koné no brilló como se esperaba, el Real Oviedo no hace uso de la cláusula para ficharlo, regresando así a su club de origen, el Racing de Santander. Finalmente, en agosto de 2016, recala en el Club Deportivo Leganés, recién ascendido a la Primera División.
En el mercado invernal de la temporada 2017-18, tras la falta de oportunidades debidas principalmente a las lesiones, marcha cedido a la liga belga con opción de compra para el equipo K. A. S. Eupen. El club belga no ejerció la opción de compra y la temporada 2018-19 se marchó cedido al Málaga Club de Fútbol. En julio de 2019 encadenaría su tercera cesión al marcharse cedido al R. C. Deportivo de La Coruña hasta final de temporada con opción de compra obligatoria en caso de ascenso.
El 30 de junio de 2020 terminó su contrato de cesión en el R. C. Deportivo de La Coruña, equipo en el que no quiso acabar la temporada, debido a su descontento provocado por la falta de minutos. Siendo el único jugador que abandona el club, en plena lucha por evitar el descenso a Segunda división B y tras ser el undécimo jugador de la plantilla con más minutos disputados hasta el momento de su salida.
El 12 de agosto de 2020 regresó K. A. S. Eupen. Esta segunda etapa en el club duró dos años y en junio de 2022 firmó por el K. M. S. K. Deinze por un par de temporadas más otra opcional.

## Estadísticas

### Clubes
| Racing de Santander · España | 1.ª           | 2011-12       | 6   | 0  | 0  | 0 | 6   | 0  |
| Racing de Santander "B" · España | 2.ª B         | 2012-13       | 4   | 1  | ―  | ― | 4   | 1  |
| Racing de Santander "B" · España | Total club    | Total club    | 4   | 1  | 0  | 0 | 4   | 1  |
| Racing de Santander · España | 2.ª           | 2012-13       | 36  | 5  | 2  | 0 | 38  | 5  |
| Racing de Santander · España | 2.ª B         | 2013-14       | 34  | 18 | 7  | 4 | 41  | 22 |
| Racing de Santander · España | 2.ª           | 2014-15       | 15  | 7  | ―  | ― | 15  | 7  |
| Racing de Santander · España | Total club    | Total club    | 91  | 30 | 9  | 4 | 100 | 34 |
| Real Oviedo · España | 2.ª           | 2015-16       | 34  | 5  | 1  | 1 | 35  | 6  |
| Real Oviedo · España | Total club    | Total club    | 34  | 5  | 1  | 1 | 35  | 6  |
| C. D. Leganés · España | 1.ª           | 2016-17       | 5   | 0  | 0  | 0 | 5   | 0  |
| C. D. Leganés · España | 1.ª           | 2017-18       | 0   | 0  | 2  | 0 | 2   | 0  |
| C. D. Leganés · España | Total club    | Total club    | 5   | 0  | 2  | 0 | 7   | 0  |
| K. A. S. Eupen · Bélgica | 1.ª           | 2017-18       | 15  | 5  | ―  | ― | 15  | 5  |
| Málaga C. F. · España | 2.ª           | 2018-19       | 9   | 2  | 1  | 0 | 10  | 2  |
| Málaga C. F. · España | Total club    | Total club    | 9   | 2  | 1  | 0 | 10  | 2  |
| Real Club Deportivo de La Coruña · España                                                                                                  | 2.ª           | 2019-20       | 22  | 4  | 1  | 1 | 23  | 5  |
| Real Club Deportivo de La Coruña · España                                                                                                  | Total club    | Total club    | 22  | 4  | 1  | 1 | 23  | 5  |
| K. A. S. Eupen · Bélgica | 1.ª           | 2020-21       | 14  | 0  | 2  | 1 | 16  | 1  |
| K. A. S. Eupen · Bélgica | 1.ª           | 2021-22       | 6   | 0  | 1  | 0 | 7   | 0  |
| K. A. S. Eupen · Bélgica | Total club    | Total club    | 35  | 5  | 3  | 1 | 38  | 6  |
| K. M. S. K. Deinze · Bélgica | 2.ª           | 2022-23       | 8   | 2  | 1  | 0 | 9   | 2  |
| K. M. S. K. Deinze · Bélgica | 2.ª           | 2023-24       | 8   | 1  | 0  | 0 | 8   | 1  |
| K. M. S. K. Deinze · Bélgica | Total club    | Total club    | 16  | 3  | 1  | 0 | 17  | 3  |
| Total carrera | Total carrera | Total carrera | 214 | 50 | 18 | 7 | 234 | 57 |
| (1) Incluye datos de Copa del Rey (2011-20), Copa RFEF (2012-13) y Copa de Bélgica (2020-act.) (2) No incluye goles en partidos amistosos. |               |               |     |    |    |   |     |    |

### Resumen estadístico
|                       | Partidos | Goles | Promedio |
| --------------------- | -------- | ----- | -------- |
| Liga                  | 164      | 42    | 0.26     |
| Copas nacionales      | 12       | 5     | 0.42     |
| Copas internacionales | 0        | 0     | 0        |
| Total                 | 176      | 47    | 0.27     |